# 聖安娜鎮區 (伊利諾伊州德威特縣)
聖安娜鎮區（英語：Santa Anna Township）是位於美國伊利諾伊州德威特縣的一個行政鎮區。

## 地方資料
根據2010年美國人口普查的數據，聖安娜鎮區的面積為75.30平方千米，當中陸地面積為75.00平方千米，而水域面積為0.30平方千米。當地共有人口2502人，而人口密度為每平方千米33.23人。